# ملروس بليس
ملروس بليس (بالإنجليزية: Melrose Place)‏ هو مسلسل دراما تم إنتاجه في الولايات المتحدة. بدأ عرضه في سنة 1992 على شبكة فوكس التلفزيونية. بلغ عدد مواسم المسلسل 7 مواسم، بلغ عدد حلقاته 226 حلقة، وتبلغ مدة الحلقة الواحدة 44 دقيقة. تم بث المسلسل لأول مرة بتاريخ 8 يوليو 1992 بينما تم بث آخر حلقة منه بتاريخ 24 مايو 1999. من بطولة جوزي بيسيت، مارشا كروس، كريستين دافيس، روب إستيس، لورا ميلر، هيذر لوكلير، جيمي لونر وأليسا ميلانو.

## روابط خارجية
- ملروس بليس على موقع IMDb (الإنجليزية)
- ملروس بليس على موقع ميتاكريتيك (الإنجليزية)
- ملروس بليس على موقع الموسوعة البريطانية (الإنجليزية)
- ملروس بليس على موقع روتن توميتوز (الإنجليزية)
- ملروس بليس على موقع أول موفي (الإنجليزية)
- ملروس بليس على موقع فيلمافينيتي (الإسبانية)
- ملروس بليس على موقع كينوبويسك (الروسية)
- ملروس بليس على موقع ألو سيني (الفرنسية)
- ملروس بليس على موقع قاعدة بيانات الفيلم (الإنجليزية)